# 파로파

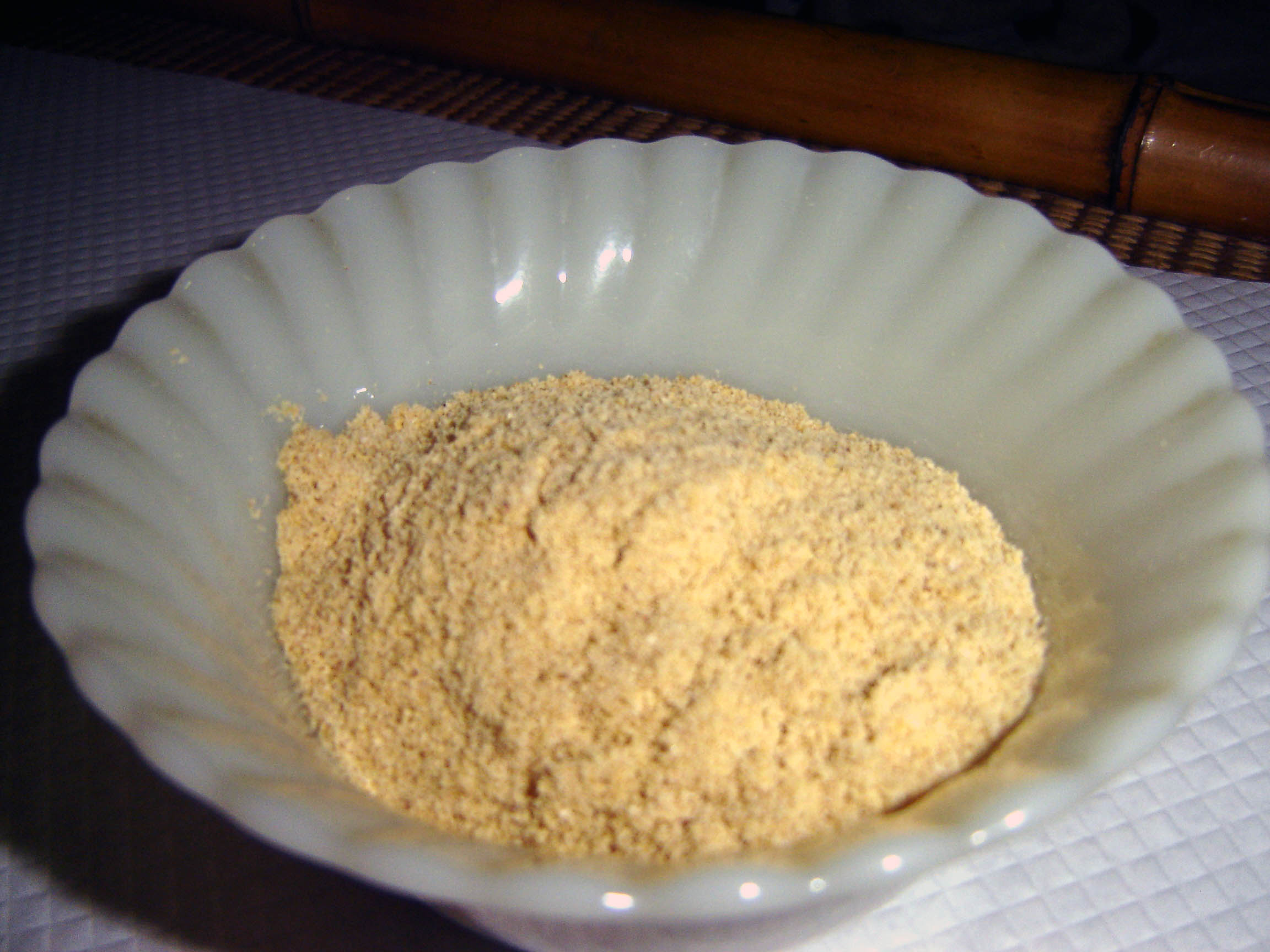
파로파

파로파(Farofa)는 구운 카사바가루 혼합물이다. 남아메리카에서 주로 먹는다. 판매하기도 하고 가정에서 직접 요리해 먹기도 한다. 주로 소금, 훈제 고기, 향신료와 함께 조리한다. 훈제향과 짭짤한 맛이 난다.
특히 브라질에서 인기가 높다. 버터, 소금, 소시지, 올리브, 양파, 마늘, 삶은 달걀, 베이컨을 카사바가루와 함께 구워서 조리한다. 그 자체로 먹기도 하고, 페이조아다나 슈하스쿠에 곁들어 먹기도 한다. 건포도, 견과, 잘게 썬 과일과 함께 가금류 요리의 속으로 활용되기도 한다.

## 같이 보기
- 가리